# Monts Simien

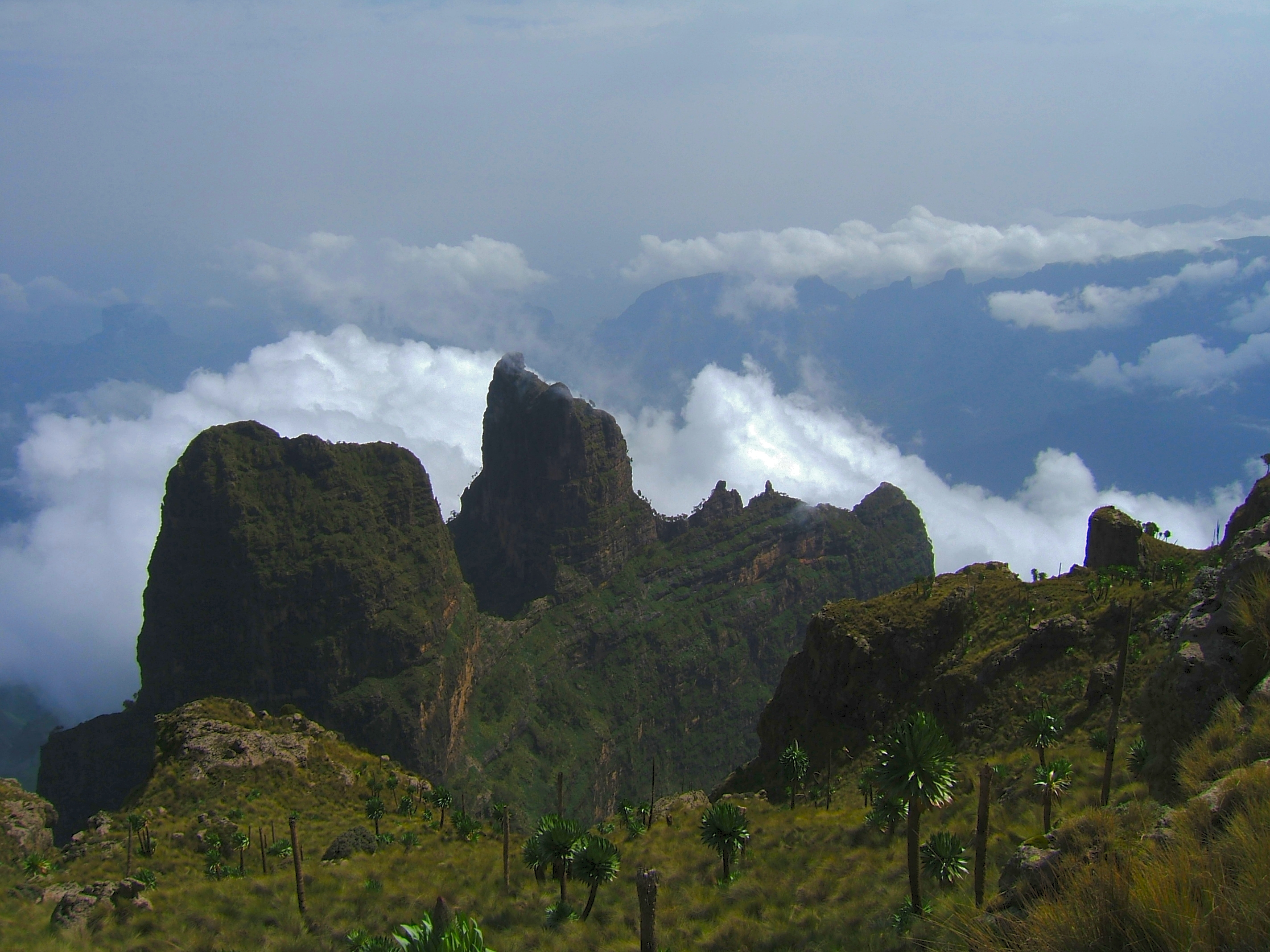
Sommets des monts Simien.

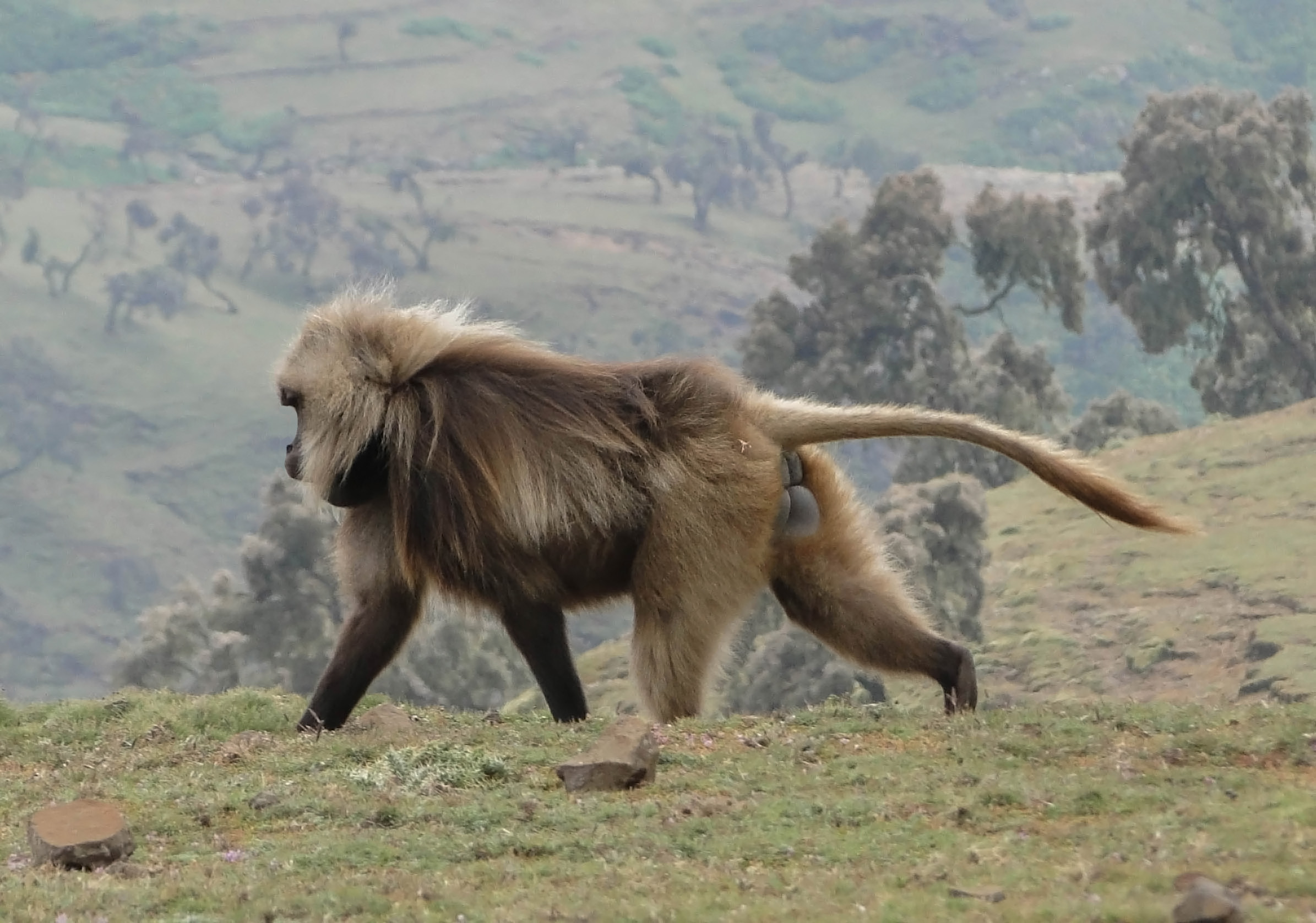
Gélada dans les monts Simien.

Les monts Simien (ስሜን (Semén) en amharique) forment une partie des plateaux d'Éthiopie dans la partie nord du pays, au nord-est de Gondar. Abritant le parc national du Simien, ils sont reconnus patrimoine mondial par l'UNESCO.

## Toponymie
Si le mot semien signifie « nord » en amharique, sa forme ancestrale vient selon l'historien Richard Pankhurst de « sud » en guèze, en raison de sa situation par rapport à la ville d'Aksoum.

## Géographie
La chaîne de montagnes est constituée de plateaux séparés par des vallées et parsemés de sommets. Le plus haut d'entre eux est celui du Ras Dashan, culminant à 4 550 mètres. D'autres sommets notables sont ceux du Bwahit (4 430 m) et du Kidis Yared (4 435 m). On y retrouve des animaux tels le bouquetin d'Abyssinie, le gélada et le caracal ainsi que quelques loups d'Éthiopie.
Ce massif montagneux est essentiellement constitué de trapps basaltiques sculptés par l'érosion pendant 15 à 40 millions d'années. Il est l'un des rares endroits d'Afrique où la neige tombe régulièrement.

## Histoire

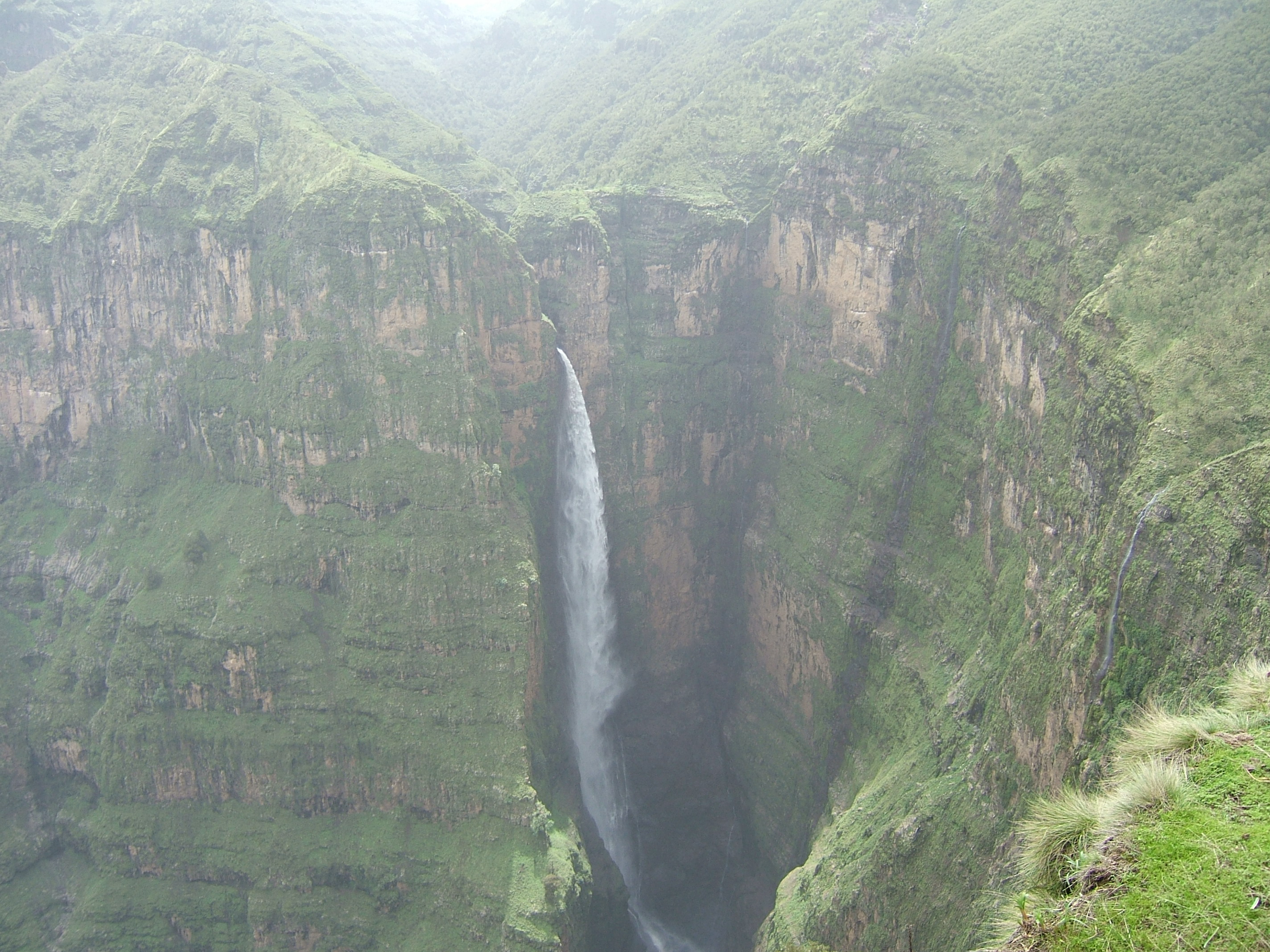
Chutes des monts Simien, se jetant dans le Gishe Abbai, près de Debarq.

Les monts Simien sont mentionnés dans l'ouvrage du IVe siècle Monumentum Adulitanum (en). Ils sont décrits comme des « montagnes inaccessibles couvertes de neige » couvrant les soldats jusqu'aux genoux. Le jésuite du XVIIe siècle Jerónimo Lobo et l'explorateur du XIXe siècle Henry Salt font un constat similaire,.
Bien qu'elles constituent un milieu relativement inhospitalier, les montagnes sont parsemées de villages reliés par des chemins. Elles ont notamment été le lieu de résidence de juifs éthiopiens, les Beta Israel, qui s'y sont réfugiés après avoir été souvent attaqués à Dembiya par des dirigeants chrétiens zélés.
Vers la fin de la Zemene Mesafent, le dejazmach Wube Haile Mariam conservait son arsenal et ses richesses au mont Hai (en).